# 巨拎树藤
巨拎树藤（学名：Epipremnum giganteum）是一种原生于中印半岛热带雨林的木质藤本植物，属于天南星科麒麟叶属。

## 分布
原生于东南亚中印半岛，包括缅甸、泰国、越南、柬埔寨及马来半岛，苏门答腊也有疑似分布。

## 名称
本种学名中的种小名意为“巨大”。